# NGC 4022
NGC 4022 (również PGC 37729 lub UGC 6975) – galaktyka soczewkowata (S0), znajdująca się w gwiazdozbiorze Warkocza Bereniki. Odkrył ją John Dreyer 26 kwietnia 1878 roku.